# Hoogspanningsgelijkstroom

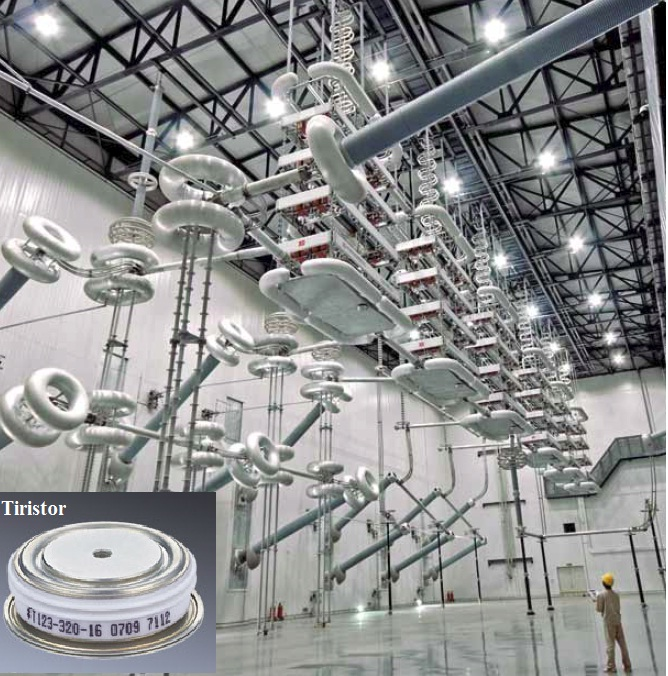
HVDC-omzettingsstation

Hoogspanningsgelijkstroom, Engels: high-voltage direct current, afgekort als HVDC, is gelijkstroom met hoge spanning.
Hoogspanningsgelijkstroom wordt tegenwoordig vooral voor het transport van elektrische stroom over afstanden van meer dan 50 km gebruikt, bijvoorbeeld tussen landen aan de verschillende kanten van de Noordzee. Sinds de jaren 60 wordt HVDC hiervoor toegepast. Vanouds wordt wisselstroom gebruikt voor transport van elektriciteit, omdat de spanning eenvoudig en vrijwel zonder energieverlies met transformatoren is te wijzigen. Wisselstroom heeft last van onder andere het skineffect, waardoor er meer verliezen zijn bij het transport dan wanneer gelijkstroom wordt gebruikt. Gelijkstroom hoeft alleen de elektrische weerstand te overbruggen en die verliezen kunnen worden geminimaliseerd, door de spanning zo hoog en de stroom zo laag mogelijk te maken. Dankzij de moderne vermogenselektronica kan de HVDC-techniek op economisch haalbare wijze worden ingezet.
Het is met een HVDC-kabel mogelijk twee elektriciteitsnetten op elkaar aan te sluiten, die met een verschillende frequentie werken. Dat gebeurt tussen Argentinië en Brazilië en in Japan.
Hoge gelijkspanningen werden toegepast in televisietoestellen en andere beeldbuizen. De gebruikte spanningen bedroegen hier 20 tot 30 kilovolt.

## HVDC-lijnen
De eerste HVDC-verbinding werd in 1954 gelegd tussen het vasteland van Zweden en het eiland Gotland, uitgevoerd door het toenmalige elektriciteitsconcern ASEA. Sindsdien zijn er honderden zeekabelverbindingen met HVDC gelegd die met een hoge betrouwbaarheid blijken te werken. Gewoonlijk zijn dergelijke verbindingen minder dan 4% van de tijd buiten bedrijf, waarvan de helft ongepland.

### Benelux
Er zijn sinds 2008 verschillende kabels voor het transport van elektrische energie in de Noordzee gelegd, die de HVDC-techniek gebruiken.
Er ligt tussen Lixhe bij Luik in België en Oberzier bij Aken in Duitsland een 90 km lange ondergrondse kabel, de ALEGrO-interconnectie (Aachen Liège Electrid Grid Overlay), met 320 kV spanning die toelaat tot 1000 MW transmissiecapaciteit uit te wisselen. ALEGrO werd in november 2020 in gebruik genomen.

### Wereldwijd
Een selectie van HVDC-projecten in het buitenland:
- Cahora Bassa, met een lengte van 1420 km die een waterkrachtcentrale in Mozambique met het net van Zuid-Afrika verbindt
- Verschillende kabels in Nieuw-Zeeland, die onderdeel van de HVDC Inter-Island projecten zijn, met verschillende spanning die onder andere het Noorder- en Zuidereiland met elkaar verbinden
- Twee kabels in Brazilië die de Itaipu-waterkrachtcentrale over een afstand van 805 km met het elektriciteitsnet verbinden

| verbinding     | land      | land       | vermogen MW | spanning kV | jaar in gebruik |
| -------------- | --------- | ---------- | ----------- | ----------- | --------------- |
| NorNed-kabel   | Nederland | Noorwegen  | 700         | 450         | 2008            |
| BritNed-kabel  | Nederland | Engeland   | 1000        | 450         | 2011            |
| Nemo Link      | België    | Engeland   | 1000        | 400         | 2019            |
| COBRA-kabel    | Nederland | Denemarken | 700         | 320         | 2019            |
| NordLink       | Duitsland | Noorwegen  | 1400        | 500         | 2020            |
| NorGer-kabel   | Duitsland | Noorwegen  | 1400        | 450 - 500   | 2021            |
| North Sea Link | Noorwegen | Engeland   | 1400        | 525         | 2022            |